# Психопрофілактика
Психопрофілактика — загальні для медицини, медичної психології та практичної психології напрямки практичної діяльності і розділи програм навчання.
Під психопрофілактикою в медицині «прийнято розуміти систему заходів, спрямованих на вивчення психічних впливів на людину, властивостей її психіки та можливостей попередження психогенних і психосоматичних хвороб». Розрізняють первинну, вторинну і третинну психопрофілактику.
Первинна включає охорону здоров'я майбутніх поколінь.

Вторинна — це система заходів, спрямованих на попередження небезпечного для життя або несприятливого перебігу психічного або іншого захворювання, яке вже почалося.

Третинна — система заходів, спрямованих на попередження виникнення інвалідності при хронічних захворюваннях. У цьому велику роль відіграє правильне використання лікарських та інших засобів, застосування лікувальної і педагогічної корекції і систематичне використання заходів реадаптації.